# Gülşehir

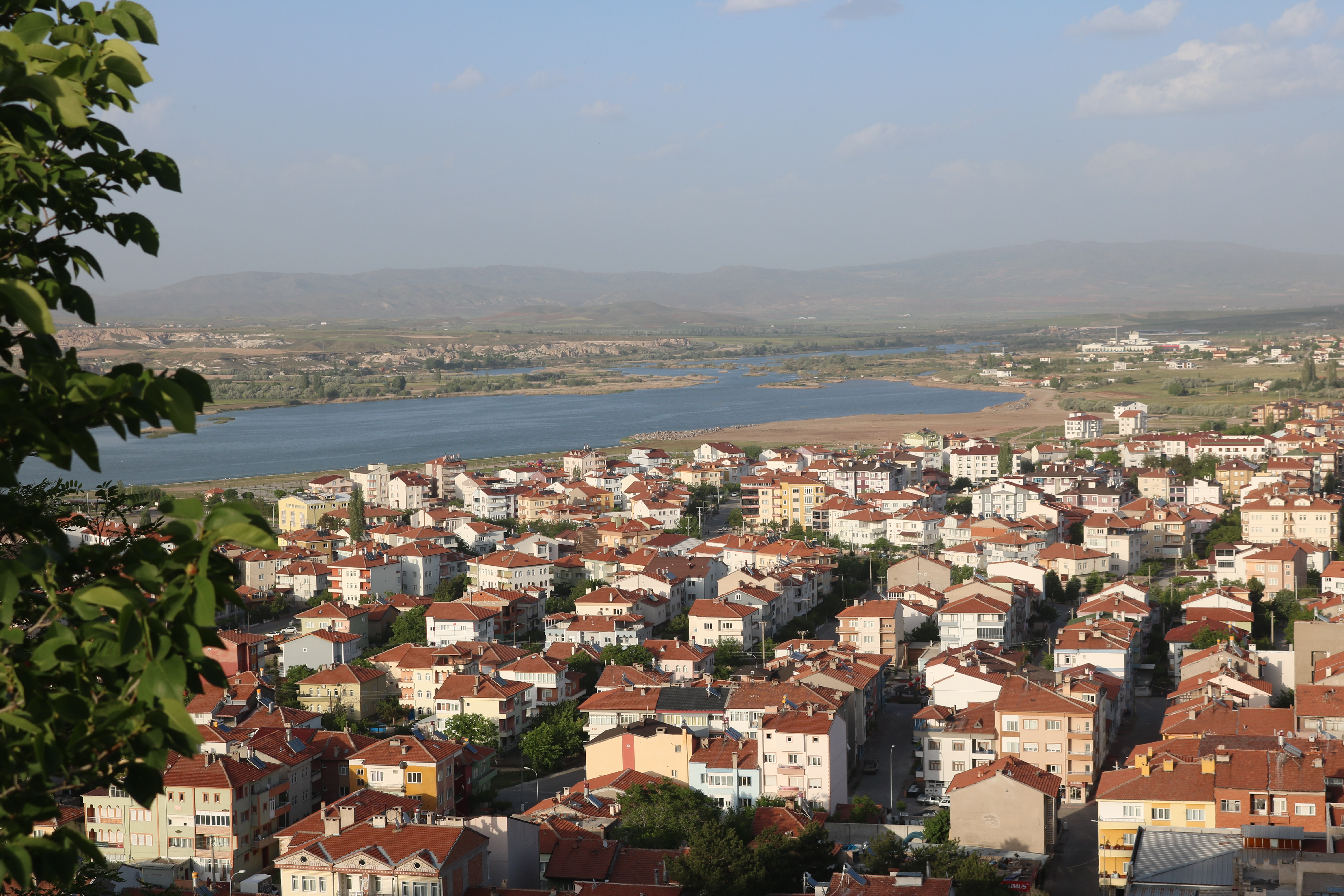
Gülşehir am Südufer des Kızılırmak

Gülşehir (türkisch für „Rosenstadt“), in der Antike Zoropassos, ist eine Stadt und Hauptort des gleichnamigen Landkreises (İlçe) in der türkischen Provinz Nevşehir in der Region Kappadokien. Gülşehir liegt etwa 20 Kilometer nordwestlich der Provinzhauptstadt Nevşehir am Südufer des Kızılırmak und an der Fernstraße D765.

## Landkreis
Der Landkreis liegt im westlichen Zentrum der Provinz und grenzt im Norden an den Kreis Hacıbektaş, im Osten an den Kreis Avanos, im Süden an den zentralen Landkreis (Merkez) der Hauptstadt Nevşehir. Außerdem bildet die Provinz Kırşehir im Norden und die Provinz Aksaray eine Grenze mit diesem Kreis.
Der Kreis besteht aus der Kreisstadt und 31 Dörfern (Köy) mit durchschnittlich 303 Bewohnern. Die Skala der Einwohnerzahlen reicht von 938 (Abuuşağı) herunter bis auf 39 (Karahüyük), zehn Dörfer haben mehr als 303 Einwohner. Die Bevölkerungsdichte (24,6 Einw. je km²) erreicht nicht die Hälfte des Provinzwerts.
Den Kreis durchläuft in südlicher Richtung die Fernstraße D765, die in Niğde endet. Nahe dem Dorf Yüksekli befindet sich der Flughafen von Nevşehir, Nevşehir Kapadokya Havalimani.

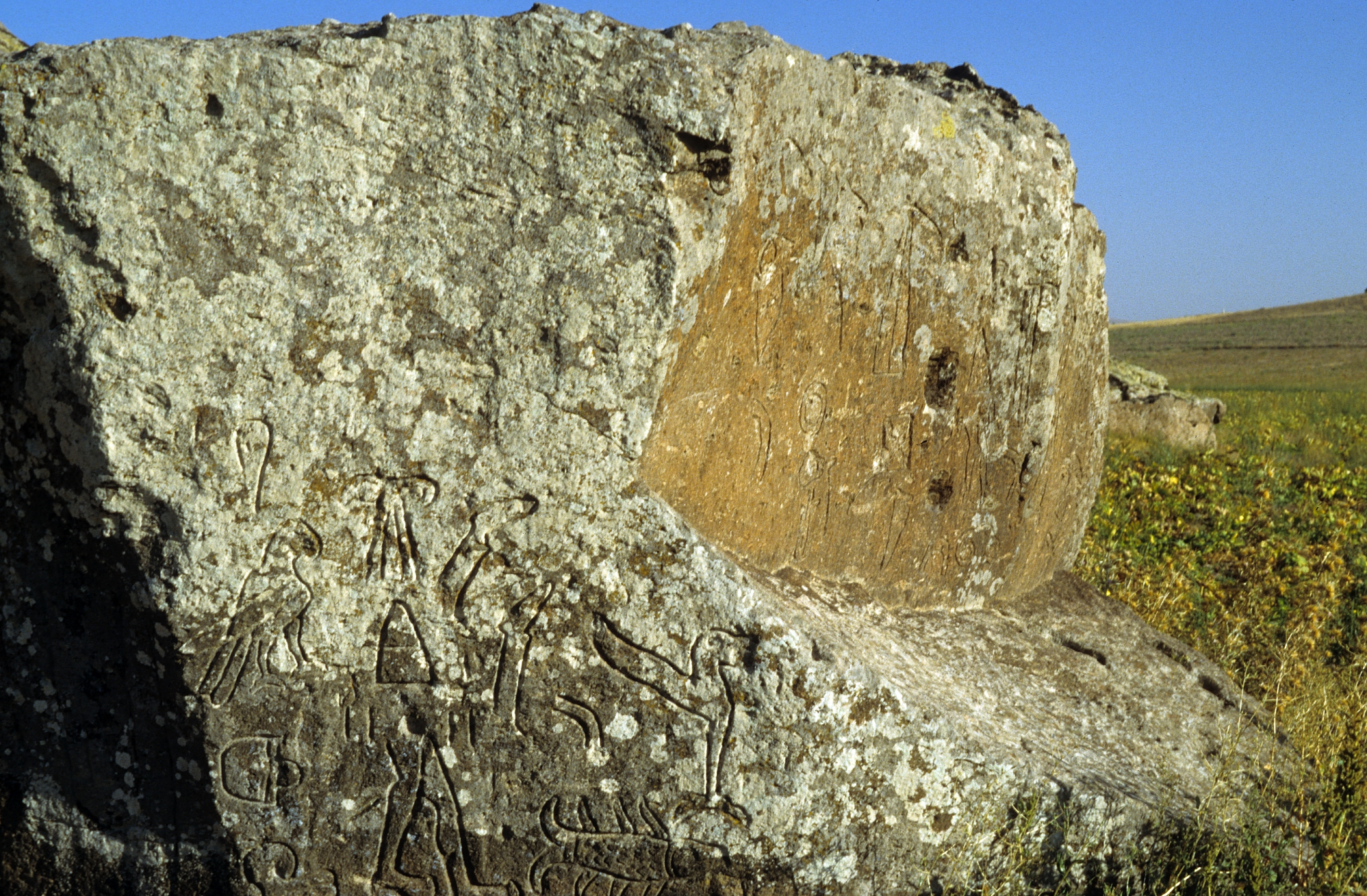
Inschriftenstein von Suvasa auf einem Feld nahe Gülşehir

## Sehenswürdigkeiten
Im Ort liegt die Karavezir Seyyit Mehmet Paşa Külliyesi, ein Komplex aus Kuppelmoschee, Medrese und Versorgungseinrichtungen. Etwa sechs Kilometer südlich liegt die Johanneskirche (Karşı Kilise, St. Jean Kilise), eine Felsenkirche aus dem 13. Jahrhundert. Drei Kilometer südlich findet man den Açıksaray (Offenen Palast), eine Ansammlung von Höhlenkirchen und Klosterbauten. Durch einzelne Funde ist nachgewiesen, dass die Gegend bereits in hethitischer Zeit besiedelt war. Dazu zählt beispielsweise der Inschriftenstein von Suvasa beim Dorf Gökçetoprak im Südwesten des Landkreises. 30 Kilometer südwestlich des Bezirkszentrums liegt der Ort Ovaören, wo 2007 in einem verlassenen Gebäude zahlreiche Fragmente einer Hieroglyphen-Luwischen Inschrift aus dem 8. Jahrhundert v. Chr. gefunden wurden.